# Loona (cantora)

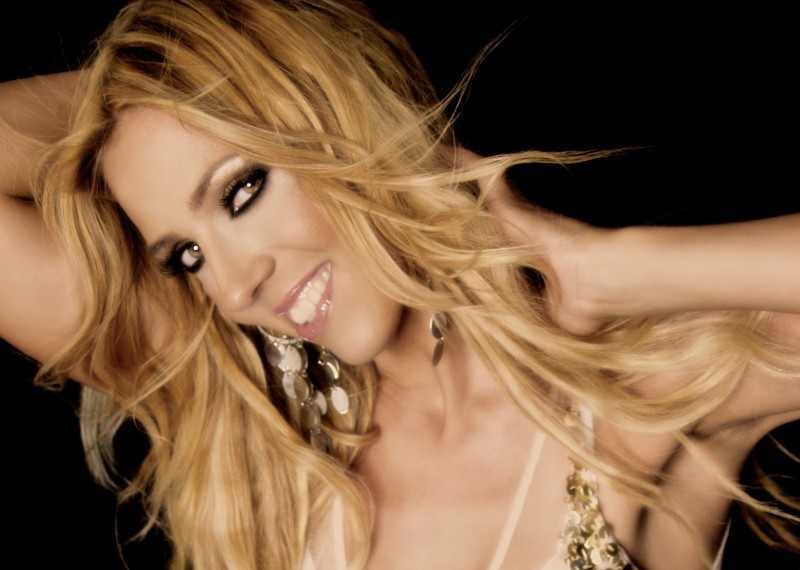
A cantora Loona, foto promocional de 2011

Marie-Jose van der Kolk (16 de setembro de 1974), conhecida como Loona, é uma cantora holandesa.
Sua música mais famosa é "Vamos a la playa".

## Discografia
- Lunita (1999)
- Entre dos aguas (2000)
- Greatest Hits (2000)
- Baila Mi Ritmo (2001)
- Colors (2002)
- Wind of Time (2005)
- Moonrise (2008)
- Summer Dance (2009)
- Brazil (2014)